# Trophées de France 1964
Navigation
1965
Les Trophées de France 1964 étaient la saison inaugurale des Trophées de France réservée aux monoplaces de catégorie Formule 2. Le double Champion du Monde, Jack Brabham remporte le titre.

## Resultat
| Date         | Course                        | Circuit          | Vainqueur      | Écurie                      | Voiture               |
| ------------ | ----------------------------- | ---------------- | -------------- | --------------------------- | --------------------- |
| 5 avril      | Grand Prix de Pau             | Pau              | Jim Clark      | Ron Harris – Team Lotus     | Lotus-Cosworth 32     |
| 24 mai       | Grand Prix de Berlin          | Avus             | Tony Hegbourne | Normand Racing Team Ltd     | Cooper-Cosworth T71   |
| 5 juillet    | Grand Prix de Reims           | Reims            | Alan Rees      | Roy Winkelmann Racing       | Brabham-Cosworth BT10 |
| 19 juillet   | Trophée d'Auvergne            | Clermont-Ferrand | Denny Hulme    | Brabham Racing Development  | Brabham-Cosworth BT10 |
| 13 septembre | Grand Prix d'Albi             | Albi             | Jack Brabham   | Brabham Racing Organisation | Brabham-Cosworth BT10 |
| 27 septembre | Grand Prix de l’Île de France | Montlhéry        | Jack Brabham   | Brabham Racing Organisation | Brabham-Cosworth BT10 |
| Source:      |                               |                  |                |                             |                       |

## Classement
| Place    | Vainqueur       | Écurie                                       | Voiture                                    | Total |
| -------- | --------------- | -------------------------------------------- | ------------------------------------------ | ----- |
| 1        | Jack Brabham    | Brabham Racing Organisation                  | Brabham-Cosworth BT10                      | 24    |
| 2        | Denny Hulme     | Brabham Racing Organisation                  | Brabham-Cosworth BT10                      | 15    |
| 3        | Alan Rees       | Roy Winkelmann Racing                        | Brabham-Cosworth BT10                      | 13    |
| 4        | Jim Clark       | Ron Harris – Team Lotus                      | Lotus-Cosworth 32                          | 12    |
| 5=       | Richard Attwood | Midland Racing Partnership                   | Lola-Cosworth T54 Lola-Cosworth T55        | 12    |
| 5=       | Jackie Stewart  | Ron Harris – Team Lotus                      | Lotus-Cosworth 32                          | 12    |
| 7        | Tony Hegbourne  | Normand Racing Team Ltd                      | Cooper-Cosworth T71                        | 9     |
| 8        | Peter Procter   | Ron Harris – Team Lotus                      | Lotus-Cosworth 32                          | 8     |
| 9        | Jo Schlesser    | Ecurie Ford France SA                        | Brabham-Cosworth BT6 Brabham-Cosworth BT10 | 6     |
| 10=      | Peter Arundell  | Ron Harris – Team Lotus                      | Lotus-Cosworth 27 Lotus-Cosworth 32        | 4     |
| 10=      | Mike Spence     | Ron Harris – Team Lotus                      | Lotus-Cosworth 27 Lotus-Cosworth 32        | 4     |
| 10=      | Jochen Rindt    | Ford Motor Co. (Austria)                     | Brabham-Cosworth BT10                      | 4     |
| 13=      | Frank Gardner   | John Willment Automobiles                    | Lotus-Cosworth 27 Lotus-Cosworth 32        | 3     |
| 13=      | Brian Hart      | Cosworth Engineering Ron Harris – Team Lotus | Lotus-Cosworth 32                          | 3     |
| 13=      | Paul Hawkins    | John Willment Automobiles                    | Alexis-Cosworth Mk 4 Lola-Cosworth T55     | 3     |
| 13=      | José Rosinski   | Société des Automobiles Alpine               | Alpine-Renault A270                        | 3     |
| 13=      | Tony Maggs      | Midland Racing Partnership                   | Lola-Cosworth T54 Lola-Cosworth T55        | 3     |
| 18=      | Chris Amon      | Midland Racing Partnership                   | Lola-Cosworth T54                          | 2     |
| 18=      | Mike Beckwith   | Normand Racing Team Ltd                      | Cooper-Cosworth T71                        | 2     |
| 18=      | Mauro Bianchi   | Société des Automobiles Alpine               | Alpine-Renault A270                        | 2     |
| Source,: |                 |                                              |                                            |       |